# Sportverein Waldhof Mannheim 07 2020-2021
Questa voce raccoglie le informazioni riguardanti lo Sportverein Waldhof Mannheim 07 nelle competizioni ufficiali della stagione 2020-2021.

## Stagione
Nella stagione 2020-2021 il Mannheim, allenato da Patrick Glöckner, concluse il campionato di 3. Liga all'8º posto. In Coppa di Germania il Mannheim fu eliminato al primo turno dal Friburgo. In Coppa Baden il Mannheim vinse la finale con l'Astoria Walldorf.

## Rosa
| N. |                           | Ruolo | Calciatore         |
| -- | ------------------------- | ----- | ------------------ |
| 1  | Germania (bandiera)       | P     | Timo Königsmann    |
| 3  | Costa d'Avorio (bandiera) | D     | Emmanuel Kouadio   |
| 4  | Paesi Bassi (bandiera)    | D     | Jesper Verlaat     |
| 5  | Germania (bandiera)       | D     | Marcel Seegert     |
| 6  | Germania (bandiera)       | C     | Marco Schuster     |
| 7  | Germania (bandiera)       | C     | Onur Ünlücifci     |
| 8  | Francia (bandiera)        | C     | Dorian Diring      |
| 9  | Germania (bandiera)       | A     | Joseph Boyamba     |
| 10 | Germania (bandiera)       | C     | Arianit Ferati     |
| 11 | Germania (bandiera)       | A     | Dominik Martinovic |
| 13 | Germania (bandiera)       | C     | Max Christiansen   |
| 14 | Germania (bandiera)       | A     | Anthony Roczen     |
| 16 | Germania (bandiera)       | C     | Rafael García      |
| 17 | Germania (bandiera)       | C     | Marcel Costly      |
| 18 | Tunisia (bandiera)        | C     | Mohamed Gouaida    |
| 19 | Germania (bandiera)       | D     | Anton Donkor       |

| N. |                     | Ruolo | Calciatore            |
| -- | ------------------- | ----- | --------------------- |
| 20 | Ghana (bandiera)    | C     | Manfred Osei-Kwadwo   |
| 21 | Germania (bandiera) | C     | Benedict dos Santos   |
| 22 | Germania (bandiera) | D     | Jan Just              |
| 23 | Germania (bandiera) | P     | Jan-Christoph Bartels |
| 24 | Germania (bandiera) | C     | Marcel Gottschling    |
| 25 | Germania (bandiera) | P     | Markus Scholz         |
| 26 | Germania (bandiera) | D     | Jan-Hendrik Marx      |
| 27 | Germania (bandiera) | D     | Gerrit Gohlke         |
| 29 | Germania (bandiera) | A     | Gillian Jurcher       |
| 31 | Germania (bandiera) | D     | Marcel Hofrath        |
| 32 | Germania (bandiera) | D     | Stefano Russo         |
| 33 | Germania (bandiera) | A     | Dennis Jastrzembski   |
| 34 | Germania (bandiera) | A     | Shin-Hyung Lee        |
| 35 | Germania (bandiera) | C     | Hamza Saghiri         |
| 38 | Germania (bandiera) | A     | Malik Mikona          |

## Organigramma societario
Area tecnica
- Allenatore: Patrick Glöckner
- Allenatore in seconda: Maximilian Mehring
- Preparatore dei portieri: Dennis Tiano
- Preparatori atletici: Florian Braband

## Calciomercato

### Sessione estiva
| Acquisti | Acquisti              | Acquisti             | Acquisti |
| R.       | Nome                  | da                   | Modalità |
| -------- | --------------------- | -------------------- | -------- |
| A        | Anthony Roczen        | Magdeburgo           |          |
| A        | Joseph Boyamba        | Borussia Dortmund II |          |
| C        | Marcel Costly         | Magdeburgo           |          |
| C        | Hamza Saghiri         | Viktoria Colonia     |          |
| A        | Dominik Martinovic    | Sonnenhof G.         |          |
| D        | Jesper Verlaat        | Sandhausen           |          |
| C        | Onur Ünlücifci        | Sonnenhof G.         |          |
| P        | Jan-Christoph Bartels | Wehen Wiesbaden      |          |
| D        | Anton Donkor          | Carl Zeiss Jena      |          |

| Cessioni | Cessioni         | Cessioni               | Cessioni |
| R.       | Nome             | a                      | Modalità |
| -------- | ---------------- | ---------------------- | -------- |
| A        | Andis Shala      | Chemnitz               |          |
| A        | Jean Koffi       | Elversberg             |          |
| A        | Jesse Weißenfels | Velbert                |          |
| D        | Florian Flick    | Schalke 04 II          |          |
| C        | Gianluca Korte   | Wehen Wiesbaden        |          |
| A        | Valmir Sulejmani | Hannover 96            |          |
| A        | Maurice Deville  | Saarbrücken            |          |
| D        | Michael Schultz  | Eintracht Braunschweig |          |
| C        | Silas Schwarz    | Schott Magonza         |          |
| D        | Kevin Conrad     | Elversberg             |          |
| D        | Jonas Weik       | Astoria Walldorf II    |          |

### Sessione invernale
| Acquisti | Acquisti            | Acquisti         | Acquisti |
| R.       | Nome                | da               | Modalità |
| -------- | ------------------- | ---------------- | -------- |
| A        | Dennis Jastrzembski | Paderborn        |          |
| C        | Marcel Gottschling  | Viktoria Colonia |          |

| Cessioni | Cessioni | Cessioni | Cessioni |
| R.       | Nome     | a        | Modalità |
| -------- | -------- | -------- | -------- |

## Risultati

### 3. Liga

#### Girone di andata
| Arbitro: | Hanslbauer |

|                      |           |                                        |
| Ferati 7’ Costly 20’ | Marcatori | 51’ (aut.) Christiansen 78’ Wunderlich |

| Arbitro: | Koslowski |

|              |           |                  |
| Daferner 87’ | Marcatori | 42’ Christiansen |

| Arbitro: | Braun |

|                                                 |           |                                          |
| Just 27’ Martinovic 45’ (rig.) Boyamba 71’, 83’ | Marcatori | 13’, 59’ Slišković 42’ Sararer 68’ Sorge |

| Arbitro: | Badstübner |

|            |           |            |
| Ritter 77’ | Marcatori | 7’ Boyamba |

| Arbitro: | Stegemann |

|  |           |            |
|  | Marcatori | 2’ Boyamba |

| Arbitro: | Waschitzki-Günther |

|                |           |                       |
| Martinovic 44’ | Marcatori | 42’ Litka 48’ Verhoek |

| Arbitro: | Bauer |

|                   |           |  |
| Kühn 45’ Vita 74’ | Marcatori |  |

| Arbitro: | Speckner |

|                                                                |           |                                 |
| Verlaat 11’ Martinovic 28’ Boyamba 72’ Jurcher 87’ Hofrath 90’ | Marcatori | 25’ Obermair 41’ (aut.) Seegert |

| Arbitro: | Greif |

|                      |           |  |
| Amin 22’ Bünning 45’ | Marcatori |  |

| Arbitro: | Hanslbauer |

|                                                  |           |              |
| García 24’ Costly 35’ Martinovic 62’ Boyamba 88’ | Marcatori | 77’ Kutschke |

| Zwickau 21 novembre 2020, ore 14:00 CET 11ª giornata | Zwickau | 0 – 0 referto | Waldhof Mannheim | GGZ Arena (0 spett.)\| Arbitro: \| Burda \| |
| Arbitro:                                             | Burda   |               |                  |                                             |

| Arbitro: | Haslberger |

|                |           |                                |
| Ferati 3’, 60’ | Marcatori | 11’ Ghindovean 47’ Stoppelkamp |

| Arbitro: | Ittrich |

|  |           |                |
|  | Marcatori | 25’ Martinovic |

| Arbitro: | Benen |

|                                            |           |             |
| Martinovic 24’, 59’ Boyamba 49’ Costly 85’ | Marcatori | 15’ Mendler |

| Arbitro: | Stegemann |

|                                                |           |  |
| Mölders 3’, 24’, 27’ Steinhart 54’ (rig.), 71’ | Marcatori |  |

| Arbitro: | Müller |

|            |           |                                                       |
| García 28’ | Marcatori | 14’ Heinrich 22’ Grauschopf 42’ Anspach 58’ Marseiler |

| Halle 20 gennaio 2021, ore 19:00 CET 17ª giornata | Hallescher | 0 – 0 referto | Waldhof Mannheim | Erdgas Sportpark (0 spett.)\| Arbitro: \| Winter \| |
| Arbitro:                                          | Winter     |               |                  |                                                     |

| Arbitro: | Speckner |

|                        |           |                          |
| Saghiri 24’ Ferati 42’ | Marcatori | 68’ Rabihic 73’ Yildirim |

| Arbitro: | Kessel |

|              |           |             |
| Mörschel 62’ | Marcatori | 40’ Gouaida |

#### Girone di ritorno
| Arbitro: | Braun |

|            |           |                       |
| Handle 45’ | Marcatori | 48’ García 71’ Donkor |

| Arbitro: | Benen |

|                   |           |  |
| García 90’ (rig.) | Marcatori |  |

| Arbitro: | Petersen |

|  |           |                           |
|  | Marcatori | 20’ Costly 75’ Martinovic |

| Arbitro: | Siewer |

|  |           |                         |
|  | Marcatori | 14’ Zuck 20’ Kleinsorge |

| Arbitro: | Schultes |

|  |           |             |
|  | Marcatori | 89’ Nilsson |

| Arbitro: | Thomsen |

|              |           |  |
| Neidhart 22’ | Marcatori |  |

| Arbitro: | Exner |

|                |           |                               |
| Donkor 9’, 33’ | Marcatori | 17’ (rig.) Feldhahn 47’ Scott |

| Arbitro: | Oldhafer |

|              |           |            |
| Jakubiak 65’ | Marcatori | 21’ Donkor |

| Arbitro: | Greif |

|  |           |          |
|  | Marcatori | 19’ Osée |

| Arbitro: | Weickenmeier |

|          |           |  |
| Elva 41’ | Marcatori |  |

| Arbitro: | Bauer |

|             |           |  |
| Boyamba 55’ | Marcatori |  |

| Arbitro: | Bokop |

|                 |           |                |
| Stoppelkamp 24’ | Marcatori | 20’ Martinovic |

| Arbitro: | Müller |

|                                             |           |                     |
| Martinovic 18’, 44’ (rig.) Jastrzembski 20’ | Marcatori | 6’ Zehir 82’ Malone |

| Arbitro: | Thomsen |

|                                                |           |  |
| Golley 15’, 68’ Shipnoski 42’ Deville 71’, 85’ | Marcatori |  |

| Arbitro: | Erbst |

|  |           |                          |
|  | Marcatori | 1’ Neudecker 90’ Dressel |

| Arbitro: | Fritsch |

|  |           |                 |
|  | Marcatori | 24’, 60’ García |

| Arbitro: | Braun |

|                               |           |                      |
| Martinovic 17’, 25’ Russo 22’ | Marcatori | 35’ Vollert 38’ Dehl |

| Arbitro: | Glaser |

|  |           |             |
|  | Marcatori | 66’ Boyamba |

| Arbitro: | Sather |

|            |           |                |
| Costly 85’ | Marcatori | 62’ Feigenspan |

### Coppa di Germania
| Arbitro: | Schmidt |

|                |           |                     |
| Martinovic 57’ | Marcatori | 19’ Kwon 79’ Schmid |

### Coppa Baden
| 11 agosto 2020, ore 19:00 CEST Terzo turno | Türkspor Mosbach | 1 – 2 | Waldhof Mannheim |  |

| 29 agosto 2020, ore 15:30 CEST Ottavi di finale | Eppingen | 0 – 1 | Waldhof Mannheim |  |

| 16 settembre 2020, ore 18:30 CEST Quarti di finale | FV Lauda | 0 – 4 | Waldhof Mannheim |  |

| 1º maggio 2021, ore CEST Semifinale | 1. FC Mühlhausen | – non disputata | Waldhof Mannheim |  |

| 29 maggio 2021, ore 14:00 CEST Finale | Waldhof Mannheim | 2 – 1 | Astoria Walldorf |  |

## Statistiche

### Statistiche di squadra
| Competizione      | Punti | In casa | In casa | In casa | In casa | In casa | In casa | In trasferta | In trasferta | In trasferta | In trasferta | In trasferta | In trasferta | Totale | Totale | Totale | Totale | Totale | Totale | DR |
| Competizione      | Punti | G       | V       | N       | P       | Gf      | Gs      | G            | V            | N            | P            | Gf           | Gs           | G      | V      | N      | P      | Gf     | Gs     | DR |
| ----------------- | ----- | ------- | ------- | ------- | ------- | ------- | ------- | ------------ | ------------ | ------------ | ------------ | ------------ | ------------ | ------ | ------ | ------ | ------ | ------ | ------ | -- |
| 3. Liga           | 52    | 19      | 7       | 6       | 6       | 36      | 33      | 19           | 6            | 7            | 6            | 14           | 22           | 38     | 13     | 13     | 12     | 50     | 55     | -5 |
| Coppa di Germania | -     | 1       | 0       | 0       | 1       | 1       | 2       | 0            | 0            | 0            | 0            | 0            | 0            | 1      | 0      | 0      | 1      | 1      | 2      | -1 |
| Coppa Baden       | -     | 1       | 1       | 0       | 0       | 2       | 1       | 3            | 3            | 0            | 0            | 7            | 1            | 4      | 4      | 0      | 0      | 9      | 2      | +7 |
| Totale            | 52    | 21      | 8       | 6       | 7       | 39      | 36      | 22           | 9            | 7            | 6            | 21           | 23           | 43     | 17     | 13     | 13     | 60     | 59     | +1 |

### Andamento in campionato
| Giornata  | 1 | 2  | 3  | 4  | 5 | 6  | 7  | 8  | 9  | 10 | 11 | 12 | 13 | 14 | 15 | 16 | 17 | 18 | 19 | 20 | 21 | 22 | 23 | 24 | 25 | 26 | 27 | 28 | 29 | 30 | 31 | 32 | 33 | 34 | 35 | 36 | 37 | 38 |
| --------- | - | -- | -- | -- | - | -- | -- | -- | -- | -- | -- | -- | -- | -- | -- | -- | -- | -- | -- | -- | -- | -- | -- | -- | -- | -- | -- | -- | -- | -- | -- | -- | -- | -- | -- | -- | -- | -- |
| Luogo     | C | T  | C  | T  | T | C  | T  | C  | T  | C  | T  | C  | T  | C  | T  | C  | T  | C  | T  | T  | C  | T  | C  | C  | T  | C  | T  | C  | T  | C  | T  | C  | T  | C  | T  | C  | T  | C  |
| Risultato | N | N  | N  | N  | V | P  | P  | V  | P  | V  | N  | N  | V  | V  | P  | P  | N  | N  | N  | V  | V  | V  | P  | P  | P  | N  | N  | P  | P  | V  | N  | V  | P  | P  | V  | V  | V  | N  |
| Posizione | 7 | 13 | 13 | 13 | 9 | 12 | 14 | 13 | 13 | 12 | 12 | 11 | 10 | 8  | 10 | 12 | 11 | 10 | 11 | 11 | 8  | 7  | 9  | 9  | 9  | 10 | 11 | 12 | 13 | 11 | 11 | 11 | 11 | 14 | 12 | 10 | 8  | 8  |

Legenda:

Luogo: C = Casa; T = Trasferta. Risultato: V = Vittoria; N = Pareggio; P = Sconfitta.

### Statistiche dei giocatori
| Giocatore       | 3. Liga  | 3. Liga | 3. Liga     | 3. Liga    | Coppa di Germania | Coppa di Germania | Coppa di Germania | Coppa di Germania | Totale   | Totale | Totale      | Totale     |
| Giocatore       | Presenze | Reti    | Ammonizioni | Espulsioni | Presenze          | Reti              | Ammonizioni       | Espulsioni        | Presenze | Reti   | Ammonizioni | Espulsioni |
| --------------- | -------- | ------- | ----------- | ---------- | ----------------- | ----------------- | ----------------- | ----------------- | -------- | ------ | ----------- | ---------- |
| J. Bartels      | 16       | 0       | 1           | 0          | 1                 | 0                 | 0                 | 0                 | 17       | 0      | 1           | 0          |
| J. Boyamba      | 33       | 9       | 2           | 0          | 1                 | 0                 | 0                 | 0                 | 34       | 9      | 2           | 0          |
| M. Christiansen | 25       | 1       | 8           | 0          | 0                 | 0                 | 0                 | 0                 | 25       | 1      | 8           | 0          |
| M. Costly       | 37       | 5       | 8           | 0          | 1                 | 0                 | 0                 | 0                 | 38       | 5      | 8           | 0          |
| D. Diring       | 0        | 0       | 0           | 0          | 0                 | 0                 | 0                 | 0                 | 0        | 0      | 0           | 0          |
| A. Donkor       | 32       | 4       | 4           | 0          | 1                 | 0                 | 0                 | 0                 | 33       | 4      | 4           | 0          |
| A. Ferati       | 25       | 4       | 8           | 0          | 1                 | 0                 | 1                 | 0                 | 26       | 4      | 9           | 0          |
| R. García       | 31       | 6       | 4           | 0          | 1                 | 0                 | 0                 | 0                 | 32       | 6      | 4           | 0          |
| G. Gohlke       | 28       | 0       | 5           | 0          | 0                 | 0                 | 0                 | 0                 | 28       | 0      | 5           | 0          |
| M. Gottschling  | 11       | 0       | 4           | 0          | 0                 | 0                 | 0                 | 0                 | 11       | 0      | 4           | 0          |
| M. Gouaida      | 22       | 1       | 0           | 0          | 1                 | 0                 | 0                 | 0                 | 23       | 1      | 0           | 0          |
| M. Hofrath      | 23       | 1       | 5           | 0          | 1                 | 0                 | 0                 | 0                 | 24       | 1      | 5           | 0          |
| D. Jastrzembski | 15       | 1       | 2           | 0          | 0                 | 0                 | 0                 | 0                 | 15       | 1      | 2           | 0          |
| G. Jurcher      | 15       | 1       | 0           | 0          | 0                 | 0                 | 0                 | 0                 | 15       | 1      | 0           | 0          |
| J. Just         | 13       | 1       | 2           | 0          | 1                 | 0                 | 0                 | 0                 | 14       | 1      | 2           | 0          |
| E. Kouadio      | 3        | 0       | 0           | 0          | 0                 | 0                 | 0                 | 0                 | 3        | 0      | 0           | 0          |
| T. Königsmann   | 21       | 0       | 1           | 0          | 0                 | 0                 | 0                 | 0                 | 21       | 0      | 1           | 0          |
| S. Lee          | 2        | 0       | 0           | 0          | 0                 | 0                 | 0                 | 0                 | 2        | 0      | 0           | 0          |
| D. Martinovic   | 37       | 13      | 4           | 0          | 1                 | 1                 | 0                 | 0                 | 38       | 14     | 4           | 0          |
| J. Marx         | 18       | 0       | 3           | 1          | 1                 | 0                 | 0                 | 0                 | 19       | 0      | 3           | 1          |
| M. Mikona       | 0        | 0       | 0           | 0          | 0                 | 0                 | 0                 | 0                 | 0        | 0      | 0           | 0          |
| M. Osei-Kwadwo  | 8        | 0       | 1           | 0          | 0                 | 0                 | 0                 | 0                 | 8        | 0      | 1           | 0          |
| A. Roczen       | 5        | 0       | 0           | 0          | 0                 | 0                 | 0                 | 0                 | 5        | 0      | 0           | 0          |
| S. Russo        | 5        | 1       | 0           | 0          | 0                 | 0                 | 0                 | 0                 | 5        | 1      | 0           | 0          |
| H. Saghiri      | 27       | 1       | 2           | 0          | 1                 | 0                 | 0                 | 0                 | 28       | 1      | 2           | 0          |
| B. Santos       | 7        | 0       | 1           | 0          | 1                 | 0                 | 0                 | 0                 | 8        | 0      | 1           | 0          |
| M. Scholz       | 1        | 0       | 0           | 0          | 0                 | 0                 | 0                 | 0                 | 1        | 0      | 0           | 0          |
| M. Schuster     | 17       | 0       | 5           | 0          | 0                 | 0                 | 0                 | 0                 | 17       | 0      | 5           | 0          |
| M. Seegert      | 28       | 0       | 4           | 0          | 0                 | 0                 | 0                 | 0                 | 28       | 0      | 4           | 0          |
| A. Shala        | 2        | 0       | 0           | 0          | 0                 | 0                 | 0                 | 0                 | 2        | 0      | 0           | 0          |
| J. Verlaat      | 23       | 1       | 4           | 0          | 0                 | 0                 | 0                 | 0                 | 23       | 1      | 4           | 0          |
| O. Ünlücifci    | 9        | 0       | 1           | 0          | 1                 | 0                 | 0                 | 0                 | 10       | 0      | 1           | 0          |